# ГЕС Асахан 1
ГЕС Асахан 1 — гідроелектростанція в Індонезії на острові Суматра. Знаходячись перед ГЕС Сігурагура, становить верхній ступінь каскаду на річці Асахан, яка бере початок у найбільшій внутрішній водоймі країни озері Тоба та на східному узбережжі острова впадає до Малаккської протоки (з'єднує Андаманське та Південнокитайське моря). При цьому можливо відзначити, що до Тоба через ГЕС Ренун перекидається ресурс із річки Ренун, яка дренує протилежний схил вододільного хребта Букіт-Барісан та відноситься до басейну Індійського океану.
У 1980-х роках у межах проекту Асахан 2 (складається зі станцій Сігурагура і Тангга) за 14,5 км від виходу річки з озера Тоба звели греблю Сіруар. Ця бетонна гравітаційна споруда висотою 39 метрів безпосередньо не сполучалася з машинними залами, а натомість виконувала функцію регулювання рівня природної водойми з метою забезпечення стабільного стоку (проект розраховувався на обслуговування алюмінієвого комбінату, а тому мав працювати в базовому режимі з постійним великим навантаженням). Враховуючи велику площу озера — 1103 км2 — навіть незначний підпір дозволив створити з нього резервуар з корисним об'ємом 2,86 млрд м3.
У межах проекту ГЕС Асахан 1 (реалізований іншою компанією, аніж Асахан 2), вище від греблі Сіруар облаштували забір води, яка далі транспортується через прокладений у лівобережному масиві дериваційний тунель завдовжки 6,5 км. Далі через напірний водовід довжиною 275 метрів з діаметром 6 метрів ресурс надходить до машинного залу. При цьому в складі системи також працює запобіжний балансувальний резервуар баштового типу висотою 70 метрів.
Основне обладнання станції становлять дві турбіни типу Френсіс потужністю по 90 МВт, які при напорі у 170 метрів забезпечують виробництво 1175 млн кВт-год електроенергії на рік.